# Kucze (powiat Olecki)
Kucze (Duits: Kutzen) is een plaats in het Poolse woiwodschap Ermland-Mazurië, in het district Olecki. De plaats maakt deel uit van de landgemeente Kowale Oleckie.